# Locika vrbová

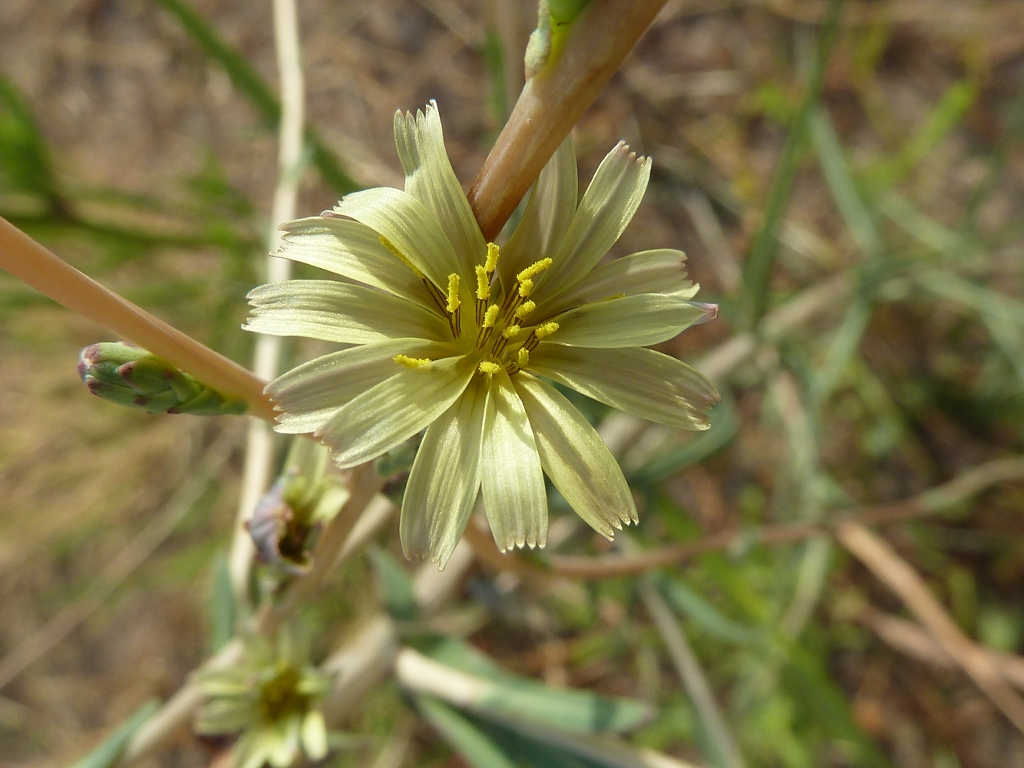
Květ lociky vrbové

Locika vrbová (Lactuca saligna) je žlutě kvetoucí planě rostoucí rostlina, v České republice kriticky ohrožený druh.

## Výskyt
Je rozšířena ve velké části Evropy, vyjma severnějších části. Východním směrem roste od Ukrajiny po Rusko, dále je domovem v Malé a Střední Asii až pod Kavkaz, Altaj a Himálaje, dále na Blízkém východě i na severu Afriky, Kanárských ostrovech i v Etiopii. Druhotně se locika vrbová dostala do obou Amerik, do Austrálie i na Nový Zéland. Česká republika se nachází v blízkosti její evropské pevninské severní hranice.
Je to druh vyrůstající v nížinách i v nadmořských výškách okolo 2500 m n. m. Pro svůj zdárný vývoj požaduje dostatek slunce, střídavě vlhké a suché stanoviště a půdy s dostatkem minerálních solí a dusíku, snáší i mírné zasolení. Vyskytuje se na obdělávaných polích, skládkách, rozličných ruderálních pozemcích, v blízkosti řek i podél cest, často jako synantropní rostlina.

## Ohrožení
Locika vrbová byla v minulosti rozšířena v ČR na více lokalitách v termofytiku a řidčeji i v mezofytiku Čech a Moravy. Okolo 50. let 20. století se však ze svých tradičních stanovišť v ČR i v blízkém zahraničí vytratila, roku 2000 byla v "Černém a červeném seznamu cévnatých rostlin České republiky" prohlášena dokonce za nezvěstný druh (A2). O desítku let později byla opětovně na několika málo místech Čech a Moravy pozorována a roku 2012 ji "Seznam cévnatých rostlin květeny České republiky" zařadil "jen" mezi kriticky ohrožené druhy (C1 t).

## Popis
Jednoletá nebo ozimá, vzácně i krátce vytrvalá bylina s jednou lodyhou rostoucí z dřevnatého vřetenovitého kořene. Přímá lodyha dorůstající do výše 30 až 100 cm je lysá nebo ojediněle vespod štětinatá, bělavá a často již v dolní části prutnatě větvená. Rostlina má listy až 20 cm dlouhé, tuhé, modrozelené a uprostřed mají bělavou střední žilku, na rubu listů je střední žilka osinkatá. Spodní rozetové listy jsou peřenolaločné, u báze zúžené a mají nazpět obrácené vejčité úkrojky. Horní listy jsou podlouhlé nebo čárkovité, u báze objímavé, na koncích špičaté, často celistvé a jen někdy peřenodílné až peřenosečné.
Květní úbory bývají sestaveny do úzké, klasovité laty která je ve spodní části prutnatě větvená s krátkými, přímo odstálými větvemi. Úbory jsou nejčastěji přisedlé a jsou tvořeny 6 až 15, do dvou kruhů uspořádanými oboupohlavnými jazykovými kvítky které se otvírají jen za pěkného počasí; diskové kvítky v úboru nejsou. Jejich asi 15 mm dlouhé světložluté liguly jsou ze spodní strany načervenalé, při zasychání se zbarvují modře, na koncích jsou zubaté. Prašníková trubíčka je v místech spojení prašníků výrazně fialová, dvouramenná blizna je žlutá. Válcovitý zákrov je dlouhý asi 15 mm, jeho střechovitě uspořádané úzce kopinaté listeny vyrůstají ve třech nebo čtyřech řadách a jsou zelené s bílým lemem. Rostliny vykvétají v červenci a srpnu, plody nažky dozrávající v srpnu a září mají krátkou dobu klíčivosti, asi jen rok.
Zobánkovité nažky jsou celkem dlouhé 7 až 9 mm, jejich zploštěle elipsoidní, světle hnědě zabarvené tělo dosahuje délky jen asi 3 mm, má 7 až 8 žeber a na vrcholu je osinkaté. Nažloutlé zobánky bývají průměrně 2násobně delší těla nažek, jejich bílý chmýr dlouhý do 5 mm má paprsky tvořené buňkami uspořádanými v jedné řadě.

## Význam
U lociky vrbové byla zjištěna velká odolnost vůči plísní salátové (Bremia lactucae), využívá se ji proto jako dárce rezistentních genů při šlechtění potravinářsky významné lociky seté (Lactuca sativa). Je používána pro křížení s locikou setou k vyšlechtění jejich nových odrůd, např. 'Titan'.